# Dicranomyia tongensis
Dicranomyia tongensis là một loài ruồi trong họ Limoniidae. Chúng phân bố ở miền Australasia.